# Tengboche
Tengboche (auch Thyangboche, tibetisch སྟེང་པོ་ཆེ་ Wylie Steng po che, Nepali तेंगबोचे) ist ein Dorf in der Khumbu-Region im VDC Khumjung im Distrikt Solukhumbu in Nepal. Es liegt am Fuß des Nordhangs des Thamserku in einer Höhe von 3860 m.
Das buddhistische Kloster von Tengboche ist das wichtigste kulturelle und religiöse Zentrum des Khumbu. Es wurde 1923 erbaut, 1989 durch einen Brand stark zerstört und anschließend wieder aufgebaut. Das Kloster besitzt den größten Tempel, eine sogenannte Gompa, der Region. Ende Oktober/Anfang November findet hier das Mani Rimbu Dance Festival statt.

Tengboche
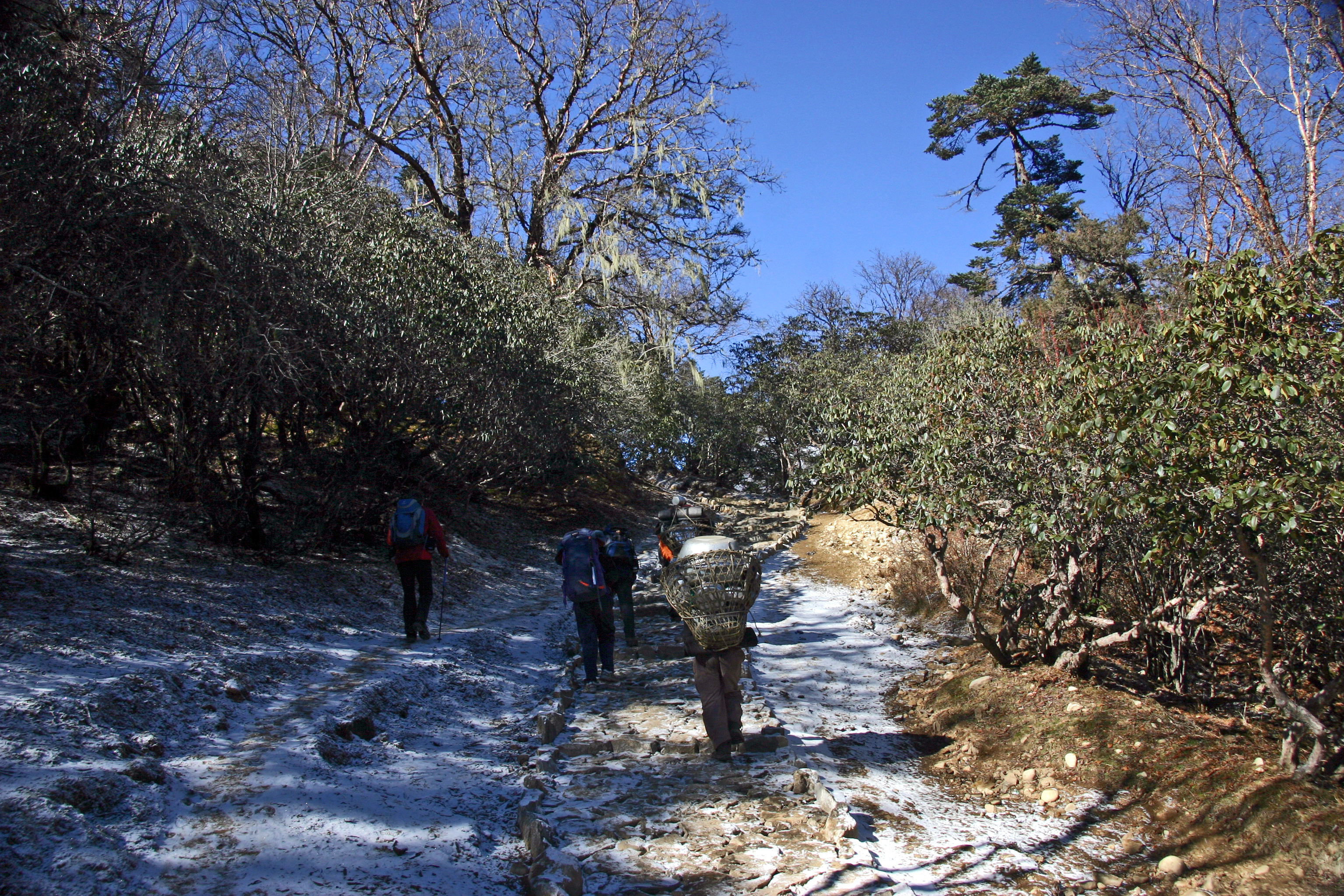
Weg nach Tengboche
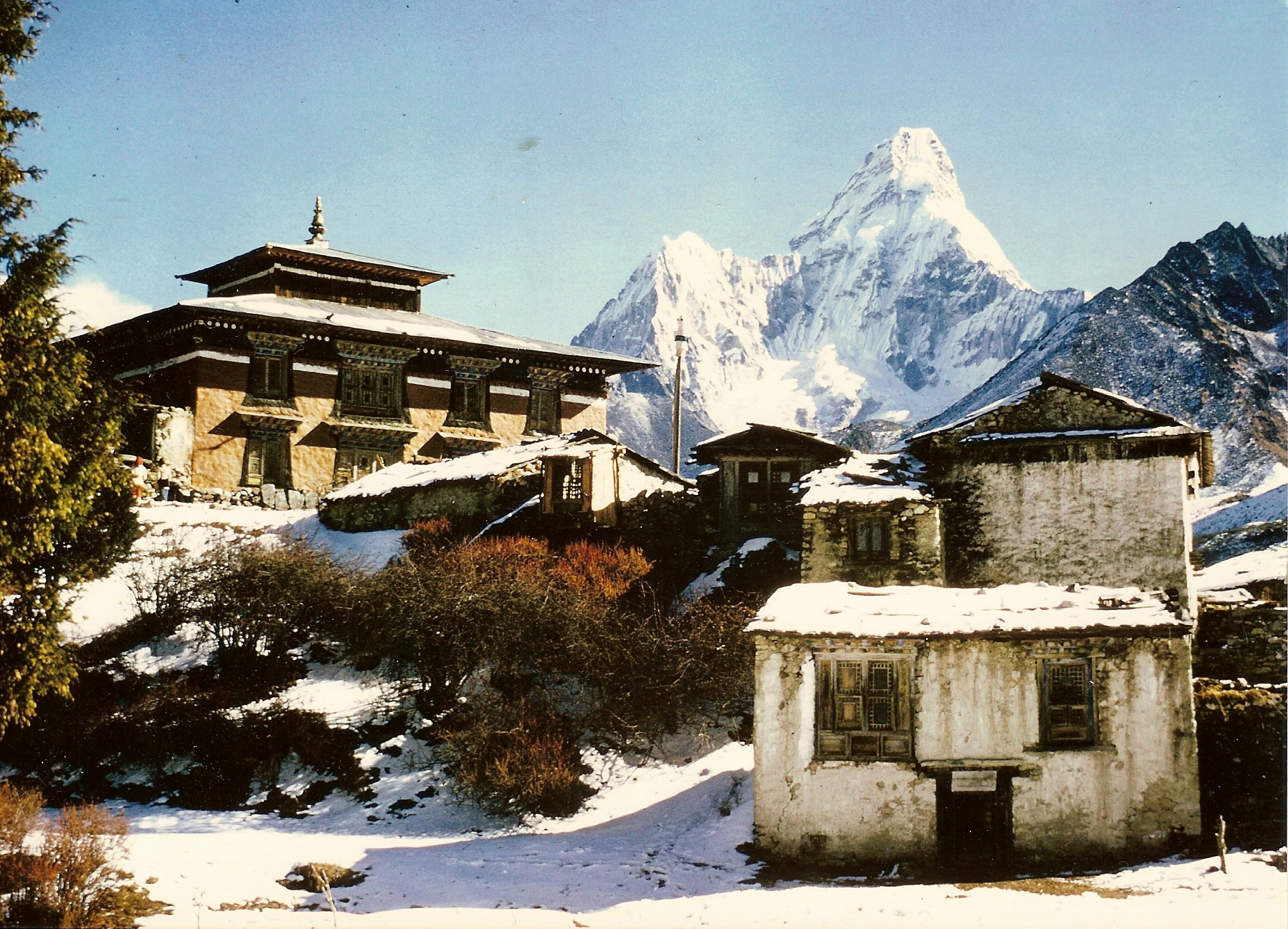
Kloster Tengboche, 1974 (vor der Zerstörung durch Brand)
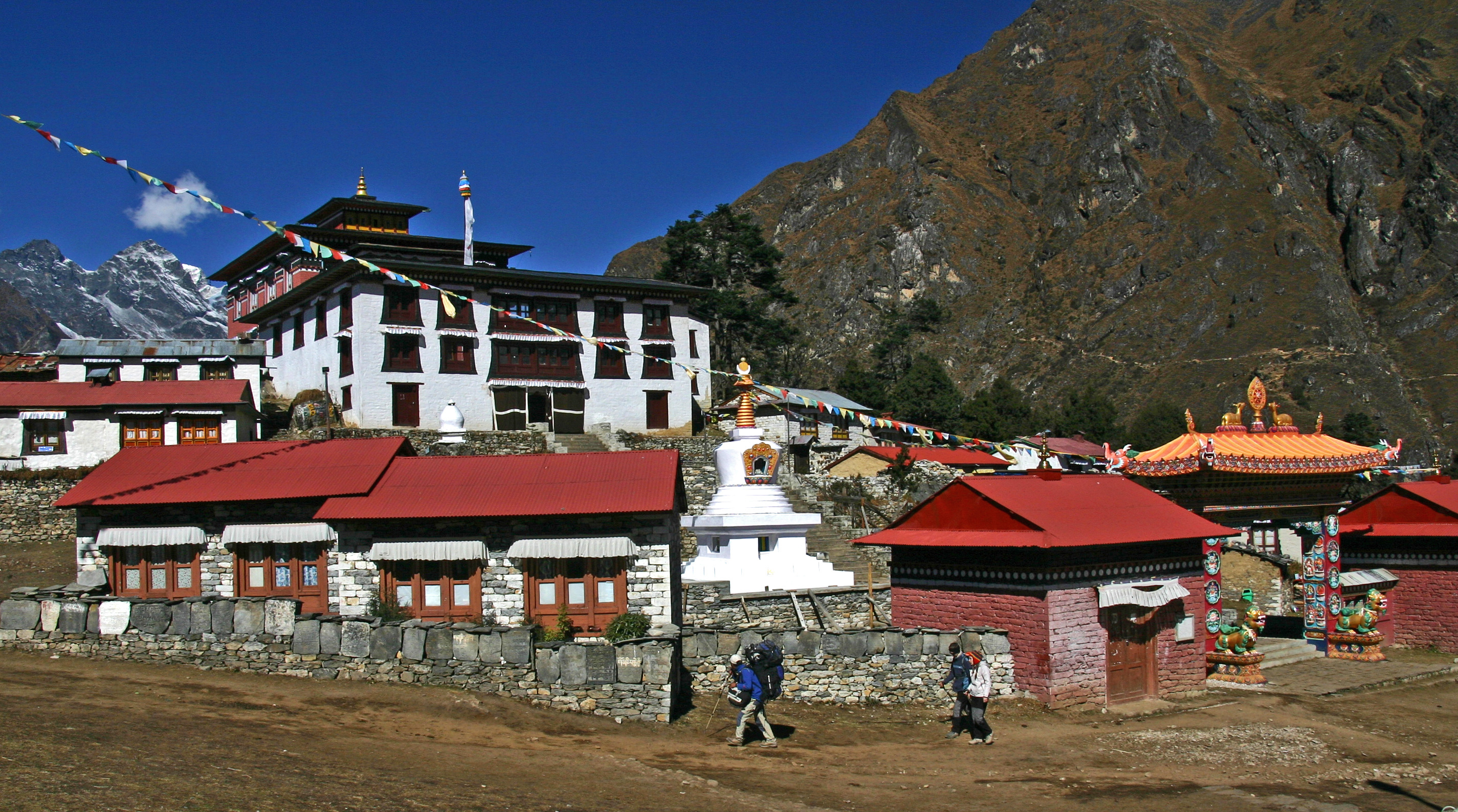
Tengboche, 2007
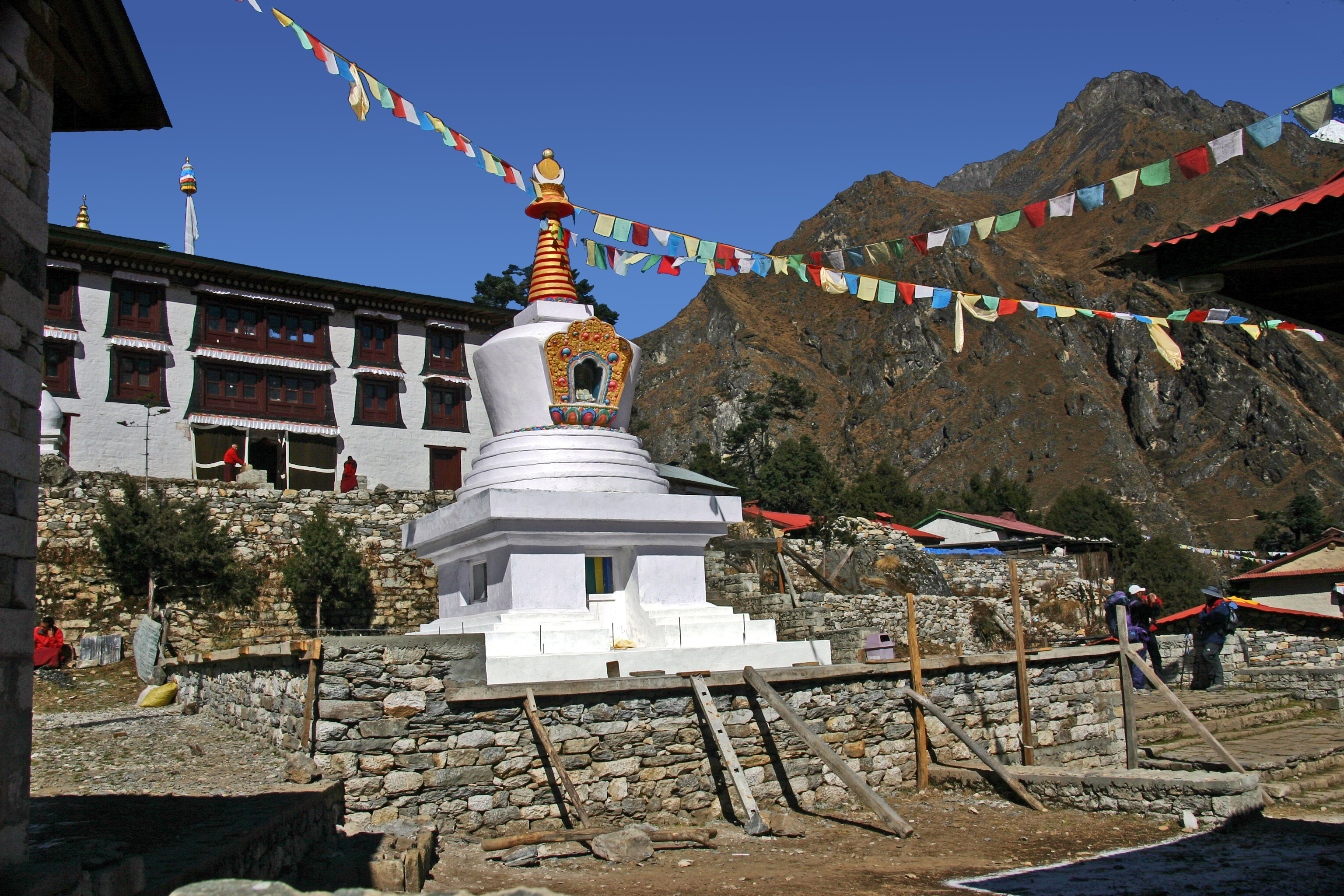
Chörte
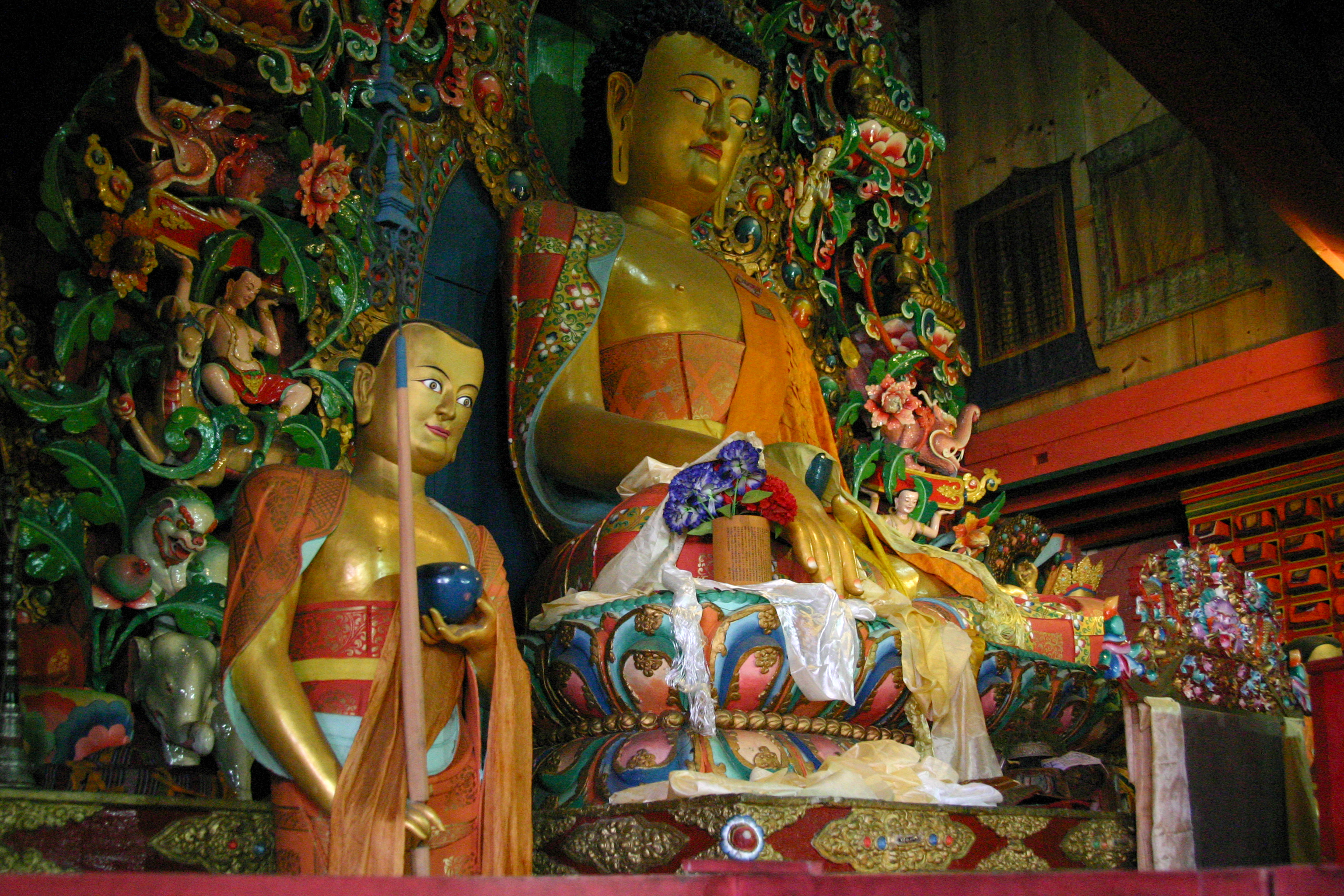
Buddha im Kloster
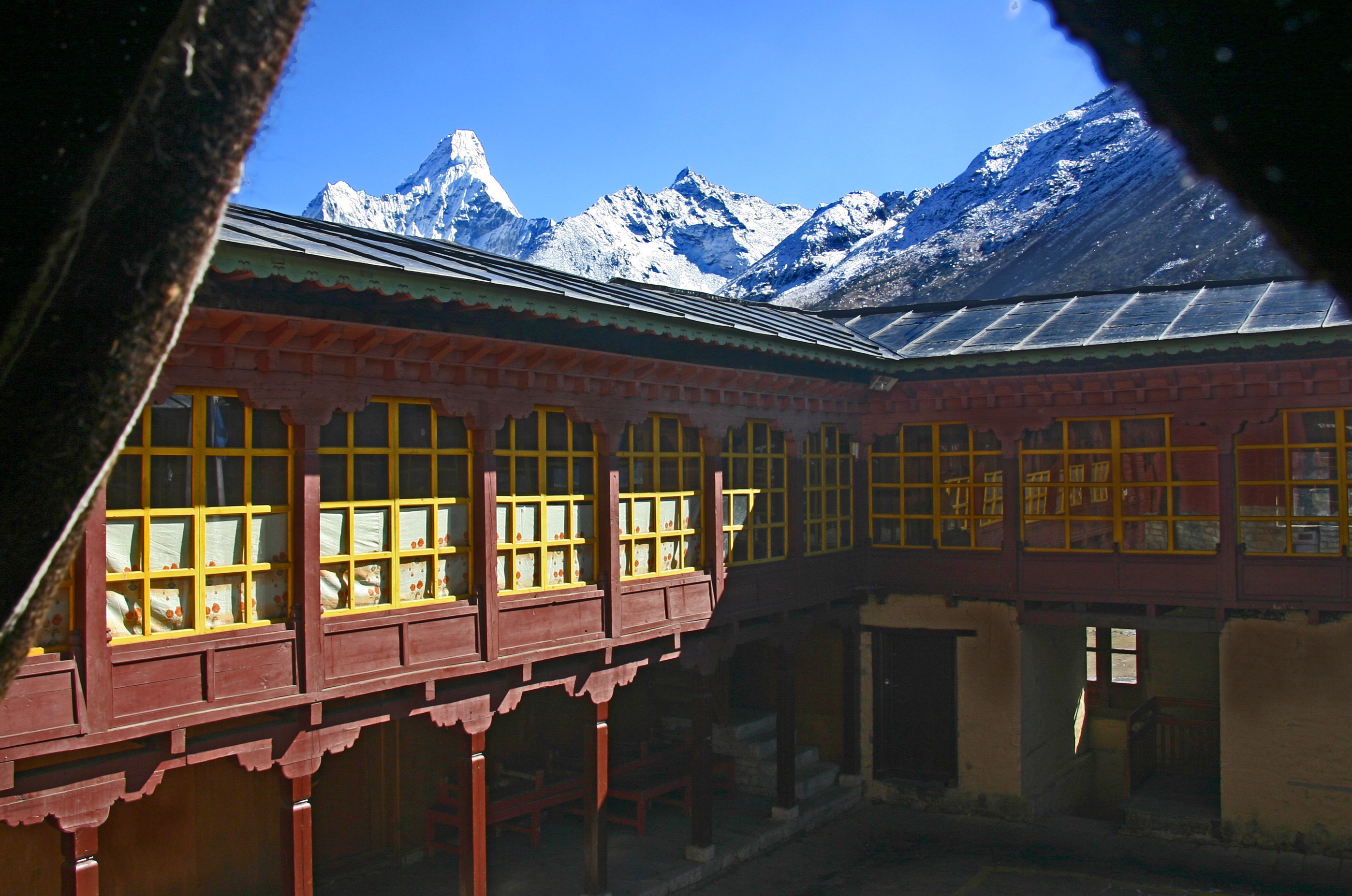
Innenhof mit Ama Dablam